# Wallula
Wallula is een plaats (census-designated place) in de Amerikaanse staat Washington, en valt bestuurlijk gezien onder Walla Walla County.

## Demografie
Bij de volkstelling in 2000 werd het aantal inwoners vastgesteld op 197.

## Geografie
Volgens het United States Census Bureau beslaat de plaats een oppervlakte van
0,3 km², geheel bestaande uit land. Wallula ligt op ongeveer 113 m boven zeeniveau.

## Plaatsen in de nabije omgeving
De onderstaande figuur toont nabijgelegen plaatsen in een straal van 24 km rond Wallula.